# 拉迪斯內 (多夫然斯克區)
48°27′3″N 39°45′23″E / 48.45083°N 39.75639°E
拉迪斯内（烏克蘭語：Радісне）是位於烏克蘭東部的村莊，由盧甘斯克州多夫然斯克區的索羅基內市鎮負責管轄。該村始建於1901年，面積1.4平方公里，海拔高度69米，2001年人口92，人口密度每平方公里65.7人。